# Літній хутір Скаржинського
Лі́тній ху́тір Скаржи́нського — заповідне урочище місцевого значення в Україні. Розташоване в межах Первомайського району Миколаївської області, на південний захід від села Софіївка. 
Площа 105,7 га. Статус присвоєно згідно з рішенням № 24 від 02.02.1995 року. Перебуває у віданні ДП «Врадіївське лісове господарство» (Лисогірське лісництво, кв. 1-4). 
Статус присвоєно для збереження лісо-степового природного комплексу на схилах балки Очеретяної. У деревостані переважають: дуб, ясен, клен. 
Заповідне урочище «Літній хутір Скаржинського» входить до складу національного природного парку «Бузький Гард».